# Fulica cristata
La folaga crestata o folaga cornuta (Fulica cristata J. F. Gmelin, 1789) è un uccello gruiforme della famiglia dei Rallidi originario di Spagna meridionale e Marocco, Africa subsahariana e Madagascar.

## Descrizione

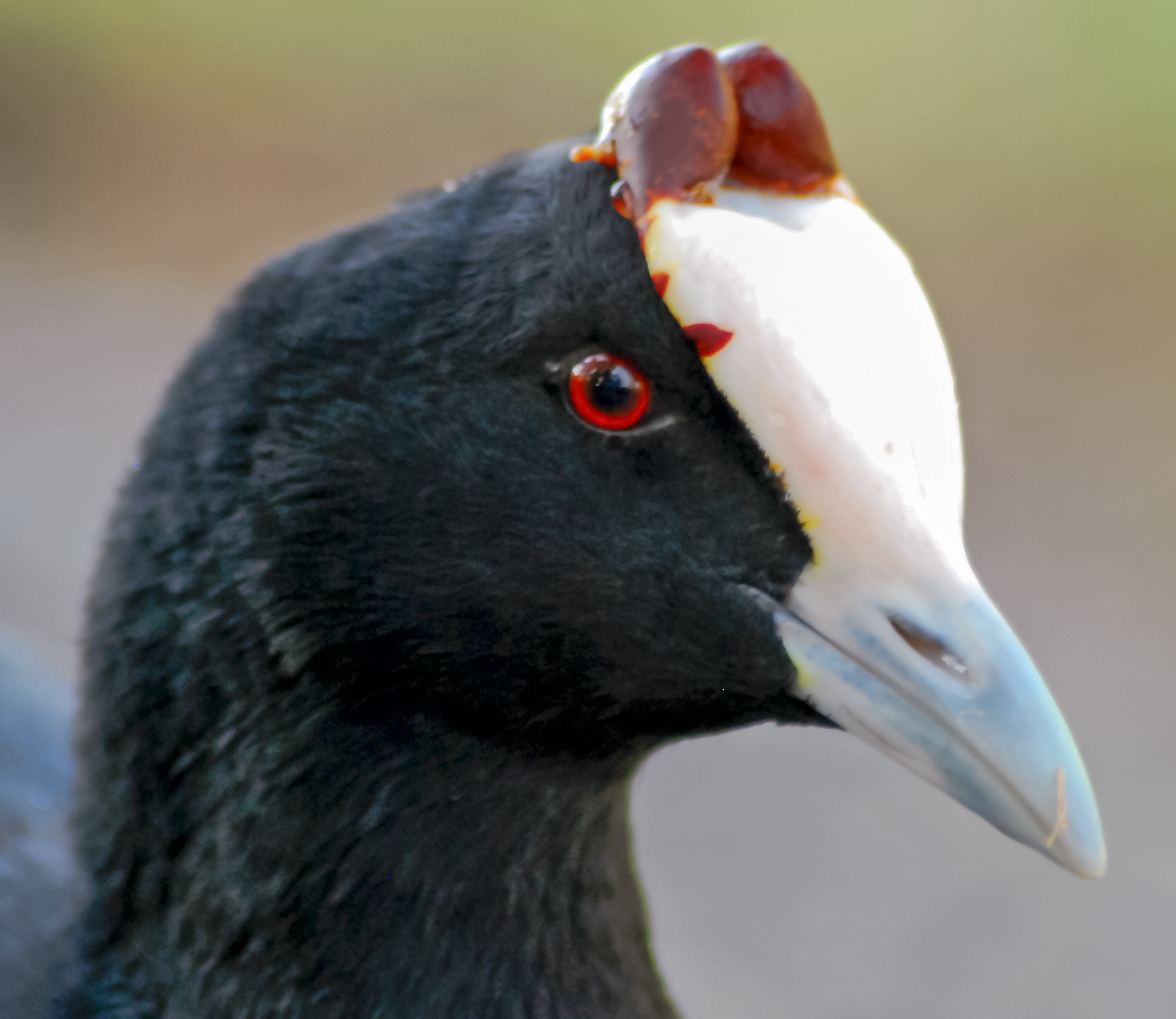
La testa di un esemplare in livrea nuziale (Sudafrica).

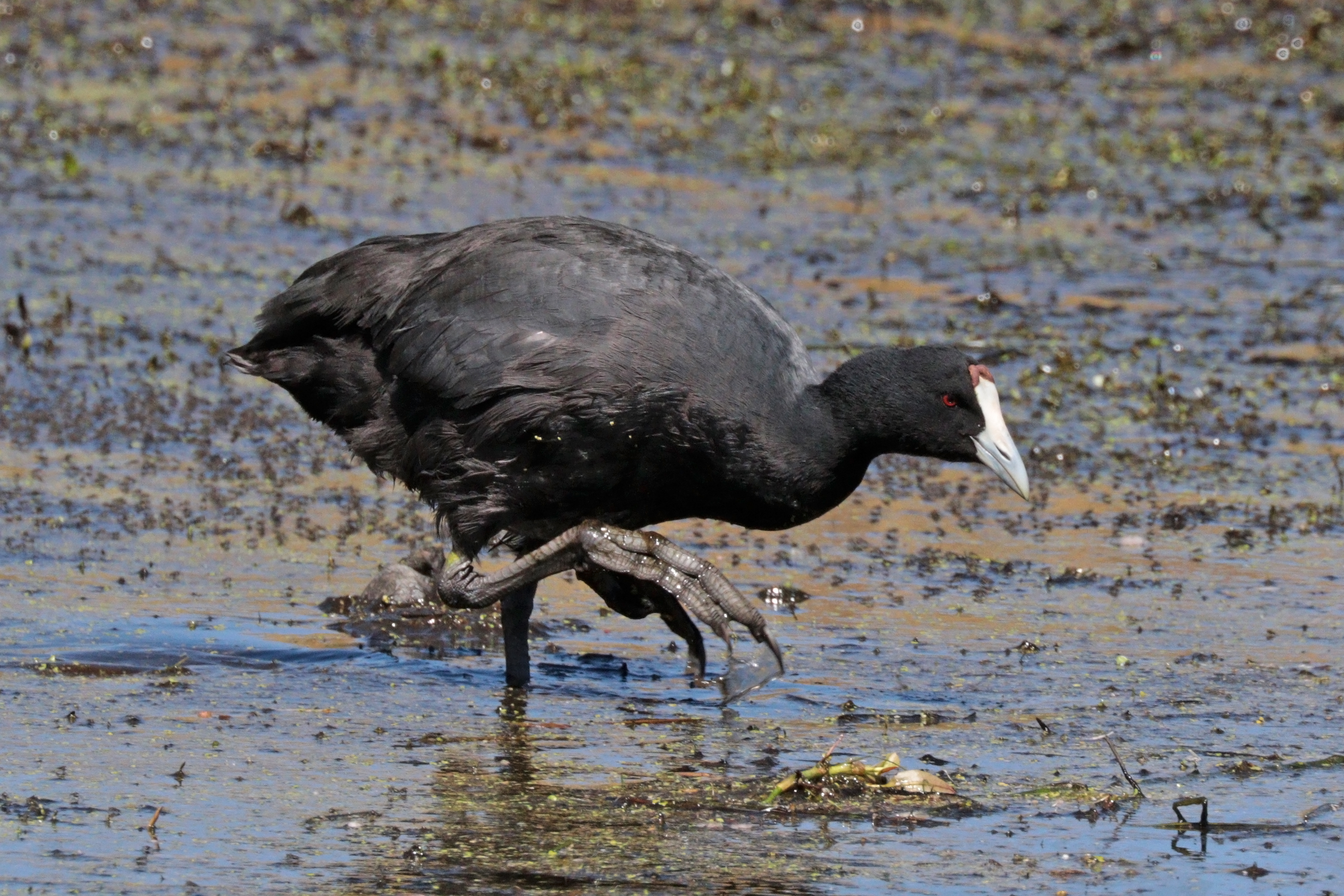
Esemplare in condizioni normali (Etiopia).

### Dimensioni
Misura circa 42 cm di lunghezza, ha un'apertura alare di 75-85 cm e pesa 455-910 g.

### Aspetto
La folaga crestata è molto simile alla folaga comune, ma se ne distingue per l'estremità delle remiganti secondarie priva di bianco (caratteristica visibile solo in volo). Inoltre il suo piumaggio scuro è più uniforme. I due sessi sono simili. Visto di profilo, il dorso è relativamente piatto e il posteriore leggermente rialzato. Durante il periodo di nidificazione, due protuberanze di grandezza variabile, di colore rosso scuro e situate sopra la placca frontale, consentono di identificare con sicurezza la specie se la distanza di osservazione non è troppo grande e se l'illuminazione è buona. Il becco e la placca frontale sono bianchi con una sfumatura bluastra. La placca frontale è di forma più rettangolare rispetto a quella della folaga comune, che è più arrotondata. L'iride è rossa. Le zampe e le dita sono di colore blu ardesia, le tibie presentano un anello giallastro. La testa è spigolosa e il collo stretto la fa apparire più lunga di quella della folaga comune quando l'animale è in volo.

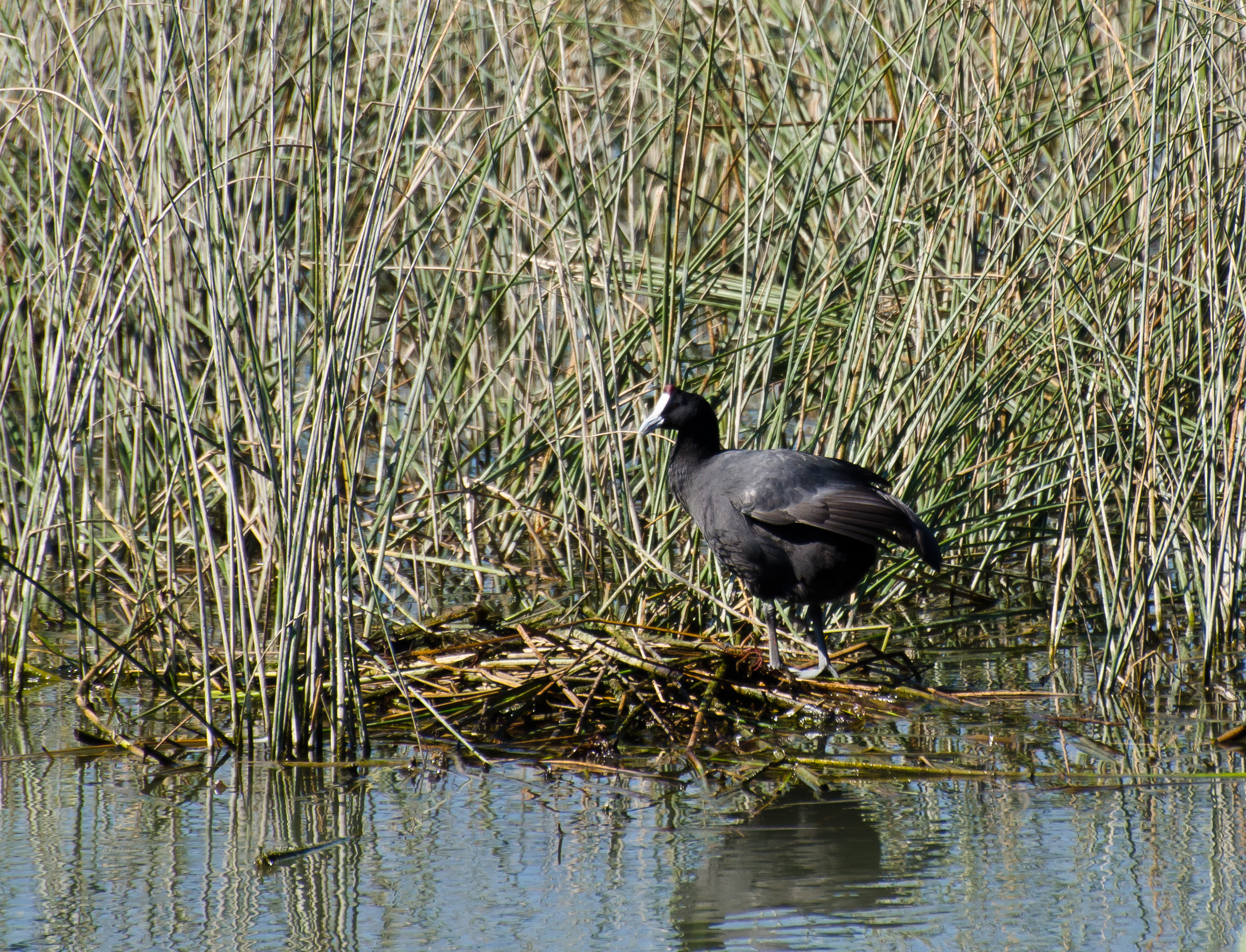
Un nido fotografato nell'Albufera di Maiorca.

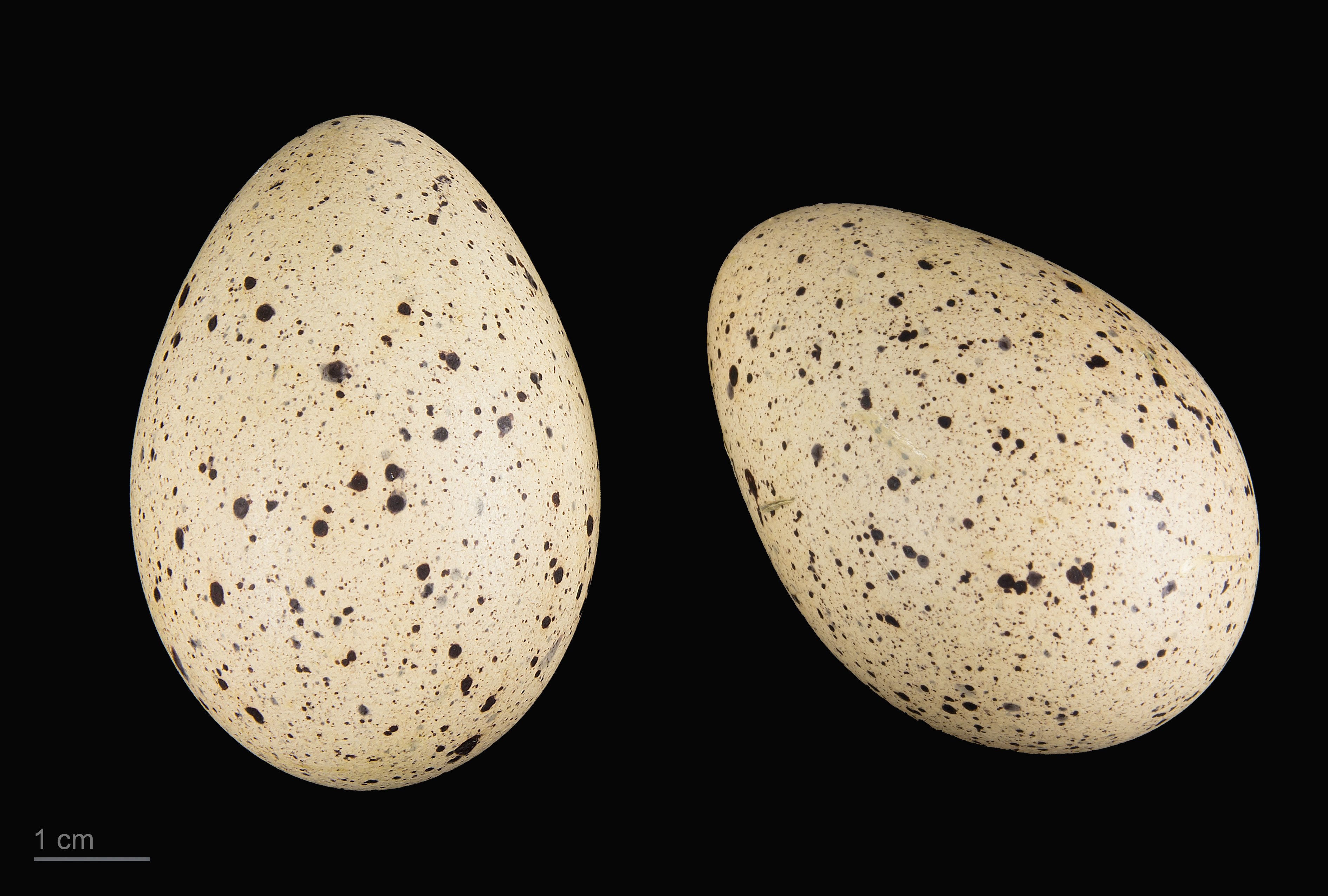
Uovo provenienti dal Marocco.

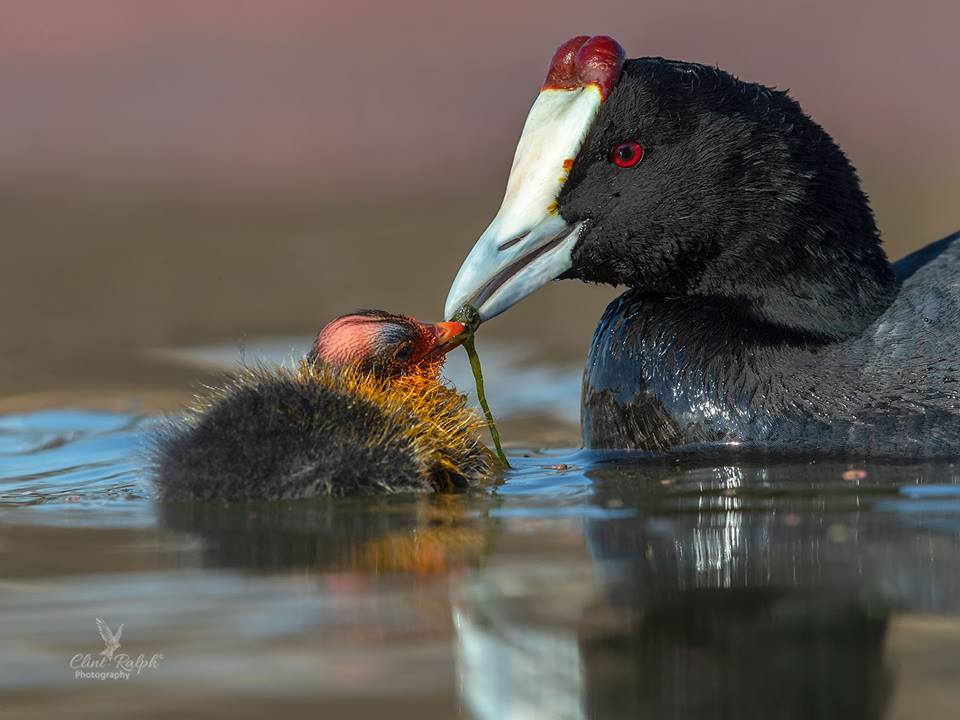
Un adulto nutre un pulcino.

I giovani sono privi di protuberanze e hanno i lati della testa, la parte anteriore del collo e il petto di colore bianco-grigiastro. I pulcini sono ricoperti di piumino nero, tranne che sulla testa di colore rosso-arancio, e hanno il becco rosso con la punta nera.

### Voce
La folaga crestata emette richiami molto diversi da quelli della folaga comune. Alcuni ricordano quelli della schiribilla comune. A volte vengono emessi dei richiami nasali e acuti o degli squilli gravi, sordi e poco rumorosi.

## Biologia
È un po' più sfuggente della folaga comune e al minimo allrme si rifugia tra la vegetazione. Durante il periodo di riproduzione è molto territoriale e caccia tutti gli intrusi che penetrano nel suo dominio. Nel periodo invernale diventa gregaria ed è possibile vedere raggruppamernti che superano il migliaio di individui. La folaga crestata trascorre la maggior parte del tempo a nuotare in cerca di cibo. Per alimentarsi, può immergersi o rimanere in superficie. Può anche pascolare sulla terraferma. Passa molto tempo a pulirsi il piumaggio ai margini dei canneti. Si alza in volo solo in caso di forza maggiore e preferisce allontanarsi correndo sull'acqua per sfuggire al pericolo o per allontanare un intruso.

### Volo
Il volo è diretto e pesante e l'animale è costretto a correre sull'acqua per decollare.

### Alimentazione
La folaga crestata si nutre principalmente degli steli e delle radici delle piante acquatiche, né disdegna semi, cariossidi e piccoli invertebrati acquatici.

### Riproduzione
Entrambi i genitori partecipano alla costruzione del nido. Quest'ultimo è una piattaforma galleggiante costruita con canne e giunchi. A forma di coppa, viene spesso rivestito con foglie secche. La femmina vi depone da 5 a 7 uova di colore fulvo pallido e punteggiate di nero o di rossastro, lunghe 52 mm nel loro punto di massima larghezza. L'incubazione, alla quale si dedicano entrambi i genitori, dura dai 20 ai 22 giorni. I giovani nidifugi lasciano il nido 24 ore dopo la schiusa. Rimarranno sotto la protezione dei genitori, che forniscono loro il cibo, per un mese e raggiungono il completo sviluppo nel giro di 55-60 giorni.

## Distribuzione e habitat
La folaga crestata ama le acque dolci poco profonde caratterizzate da una fitta vegetazione e si trova in laghi o stagni circondati dalla vegetazione. In inverno predilige gli specchi di acque aperte.
La folaga crestata vive nell'Africa orientale e meridionale e in Madagascar. Alcune popolazioni molto localizzate vivono nel sud della Spagna e in Marocco.

## Conservazione
Nel complesso la folaga crestata non è in pericolo di estinzione e viene classificata come «specie a rischio minimo» (Least Concern) dalla IUCN. Tuttavia in Marocco, e ancor di più in Spagna, la specie si è trovata sull'orlo dell'estinzione all'inizio degli anni '80 a causa della caccia e della perdita o del degrado dell'habitat. Un progetto di reintroduzione e la messa in atto di misure di protezione hanno permesso la sopravvivenza della popolazione in Spagna.